# Lepidopinae
Lepidopinae is een onderfamilie van kreeftachtigen uit de klasse van de Malacostraca (hogere kreeftachtigen).

## Geslachten
- Austrolepidopa Efford & Haig, 1968
- Lepidopa Stimpson, 1858
- Leucolepidopa Efford, 1969
- Paraleucolepidopa Calado, 1996
- Praealbunea Fraaije, 2002 †